# Gerard Geurds
Gerardus Johannes Maria ("Gerard") Geurds (Eindhoven, 6 april 1939 – aldaar, 19 februari 2024) was een Nederlands voetbalscheidsrechter die in de Eredivisie floot. Hij leidde op 28 mei 1981 in Amsterdam de finale van de strijd om de KNVB beker in het seizoen 1980-1981 tussen AFC Ajax en AZ'67 (1-3). Ook leidde hij in het seizoen 1983-1984 de historische eredivisie-wedstrijd Ajax-Feyenoord (8-2) op 18 september 1983 in Amsterdam en de kampioenswedstrijd van Ajax in het seizoen 1984-1985, Roda JC-Ajax (2-3) op 25 mei 1985 in Kerkrade (Limburg). Tijdens dit laatste duel was Geurds genoodzaakt in de 83ste minuut bij een 2-3 tussenstand, het spel stil te leggen en een pauze van ruim een kwartier in te lassen, omdat Ajax-supporters bezit van het speelveld hadden genomen. Nadat het speelveld veilig vrij was gekregen konden de spelers en trainers van Roda JC en Ajax weer uit de kleedkamers tevoorschijn komen op het veld respectievelijk in de dug-outs, en konden de laatste 7 à 8 minuten alsnog worden uitgespeeld.
Geurds speelde zelf voetbal bij RKVV Tongelre en had een salesfunctie bij Fardem. Vanaf 1960 floot hij in het amateurvoetbal en vanaf 1974 in het betaaldvoetbal. Vanaf 1978 was hij internationaal scheidsrechter In 1987 stopte hij vanwege de leeftijdsgrens van 47-jaar waarvoor hij één jaar dispensatie kreeg. Geurds bleef hierna actief bij de KNVB in de opleiding voor scheidsrechters. Hij deed dit ook voor de jeugd in het amateurvoetbal in de regio Eindhoven en coördineerde de aanstelling van scheidsrechters en assistenten voor de Otten Cup. Geurds toonde zich in 2017 en 2018 kritisch over de videoscheidsrechter (VAR) en vond dat het voetbal wat dat betreft een voorbeeld moest nemen aan hockey. 
Gerard Geurds was erelid van Scheidsrechtersvereniging Brabant-Zuidoost. Op 01 oktober 1960 is hij lid geworden van de vereniging (toen nog COVS Eindhoven). Van 1966 tot 1970 was Gerard voorzitter van het voormalige COVS Eindhoven. Hij was ook lid van de jubileumcommissies bij het 50, 60 en 75-jarig bestaan van COVS Eindhoven. In 1988 is hij benoemd tot Erelid van de vereniging en in 2020 is hij gehuldigd voor zijn 60-jarig lidmaatschap.
Voor de Nederlandse gemeenteraadsverkiezingen 2018 stond Geurds op de kandidatenlijst voor Ouderen Appèl Eindhoven. In 2011 werd hij gedecoreerd tot lid in de Orde van Oranje-Nassau.
Geurds overleed op 19 februari 2024 op 84-jarige leeftijd.

## Interlands
| Datum            | Plaats                   | Wedstrijd                                    | Uitslag | Competitie        | Kreeg geel | Kreeg voor de tweede keer geel en dus rood | Weggestuurd |
| ---------------- | ------------------------ | -------------------------------------------- | ------- | ----------------- | ---------- | ------------------------------------------ | ----------- |
| 7 mei 1980       | Rostock, Oost-Duitsland  | Duitse Democratische Republiek – Sovjet-Unie | 2 – 2   | Vriendschappelijk | 0          | 0                                          | 0           |
| 4 juni 1980      | Kopenhagen, Denemarken   | Denemarken – Noorwegen                       | 3 – 1   | Vriendschappelijk | 0          | 0                                          | 0           |
| 18 augustus 1981 | Praag, Tsjecho-Slowakije | Tsjecho-Slowakije – UEFA                     | 4 – 0   | Vriendschappelijk | 0          | 0                                          | 0           |
| 27 maart 1983    | Luxemburg, Luxemburg     | Luxemburg – Hongarije                        | 2 – 6   | EK-kwalificatie   | 0          | 0                                          | 0           |
| 10 juni 1984     | Ramat Gan, Israël        | Israël – Finland                             | 0 – 0   | Vriendschappelijk | 0          | 0                                          | 0           |
| 9 september 1986 | Oslo, Noorwegen          | Noorwegen – Hongarije                        | 0 – 0   | Vriendschappelijk | 0          | 0                                          | 0           |
| 17 juni 1987     | Lausanne, Zwitserland    | Zwitserland – Zweden                         | 1 – 1   | EK-kwalificatie   | 0          | 0                                          | 0           |

Bijgewerkt t/m 22 juli 2013